# Vajdaszentiványi népzene
A vajdaszentiványi népzene az 1960-as évektől alapvető változásokon ment át, mivel a cimbalmot és a bőgőt leváltotta a harmonika és a basszusgitár. Így  hagyományos, archaikus stílus és az újabb stílus érdekes együttélése jött létre, mivel ez hangzásban mégsem okozott igazi disszonanciát.

## A zenészekről
Prímások: Horváth Elek (Horváth Mihály testvére),
Brácsások: Horváth Mihály (szül. 1930. július 7.), aki a Közép-Erdély területén elterjedt egyenespallójú háromhúros brácsát használta. Mivel az aktív zenélést az „öregekkel” kezdte, ezért játéka megőrizte régies, archaikus jellegét. E régies játékmód főbb jellemzői:
- kevés harmóniát használ, csak dúr, valamint néhány dúrszeptim akkordot (A7, G7, E7). A harmóniák a dallam főhangjaira épülnek - ezt nevezik „dúr mixtúrás” kíséretnek.
- a különböző táncok ritmuskíséreteiben sokféle ritmusvariációval díszíti játékát.
- időnként dallamot illetve dallamfoszlányokat is játszik - imitálja a prímás játékát - úgy, hogy azt beleépíti az éppen hangzó akkordba. Néha akkordmenetekkel imitálja a dallamot.

Bőgősök: Bóné Sándor (sz. 1940), Demeter György (sz. 1940) és Demeter Mihály (sz. 1934). Bélhúrral felszerelt, háromhúros nagybőgőt használtak, melynek hangolása A-D-G. A vajdaszentiványi bőgősök vonója általában hosszú, magaskápás, legtöbbször saját maguk készítette, de az utóbbi időkben már gyári készítésű, ún. „németkápás” bőgővonó.
Egészen az 1940-es évekig a bőgősök inkább bélhúrra átszerelt kisbőgőt, vagy csellót használtak, melynek hangolása megegyezett a nagybőgőével. Ezekhez nem a manapság használatos hosszú, hanem rövid vonót alkalmaztak (ez a vonó más mezőségi bandáknál a mai napig fennmaradt). A bőgőnek elsősorban ritmikai szerepe van, mégpedig a zenei hangsúlyok kiemelése, amelyet egyrészt vonóval, ritkábban pengetéssel éri el. A pengetés lehet egyszerű, vagy „csapkodós”, visszacsapott pengetés, amikor a jobbkéz fogólapra ütése az esztamot is megszólaltatja.
A zenekar hagyományos összetétele hegedű, brácsa, bőgő és cimbalom volt, melyből a dallamot a hegedű és a cimbalom, a kíséretet (harmóniák, ritmus) a brácsa és a bőgő adta. Az 1960-as évektől a nagybőgőt kiszorította a basszusgitár, a cimbalmot pedig a harmonika. A harmonika a hangszer adta lehetőségeit kihasználva a hagyományos dúr akkordok mellett sokszor játszott dominánsszeptim, moll és szűkített akkordokat. A harmonika és a brácsa együttes játéka így gyakran súrlódott, mivel egyidejűleg többfajta akkord szólalt meg.

## Publikált hangfelvételek
- Vajdaszentiványi zenekar: Éljen a magyar! (Fekete Antal gyűjtéséből 7.) FolkEurópa, 2007